# مک‌لارن الوا
مک‌لارن الوا (به انگلیسی: McLaren Elva) یک خودروی اسپورت موتور وسط با تولید محدود است که توسط خودروسازی مک‌لارن تولید شده است. این خودرو با پیوستن به مدل‌های اف۱، پی۱، سنا، و اسپیدتیل، پنجمین مدل اضافه‌شده به سری آلتیمیت مک‌لارن است. این خودروی اسپورت سقف‌باز از خودروهای مسابقه‌ای بدون سقف توسعه‌یافته توسط بروس مک‌لارن در دههٔ ۱۹۶۰ میلادی الهام گرفته است.

## نام‌گذاری
نام الوا در زبان فرانسوی به معنی «او [مؤنث] می‌رود!» است. این خودرو نام خود را از خودروهای مسابقه‌ای بدون سقف سبک‌وزن اولیه که توسط بروس مک‌لارن توسعه یافته بودند، گرفته است. مدل‌های ام۱ای، ام۱بی و ام۱سی بین سال‌های ۱۹۶۴ و ۱۹۶۷ تولید شدند. با توجه به محدودیت کارکنان کارخانهٔ مک‌لارن، تولید این مدل‌ها به خودروسازی بریتانیایی الوا واگذار شد.

## مشخصات

نمای داخلی

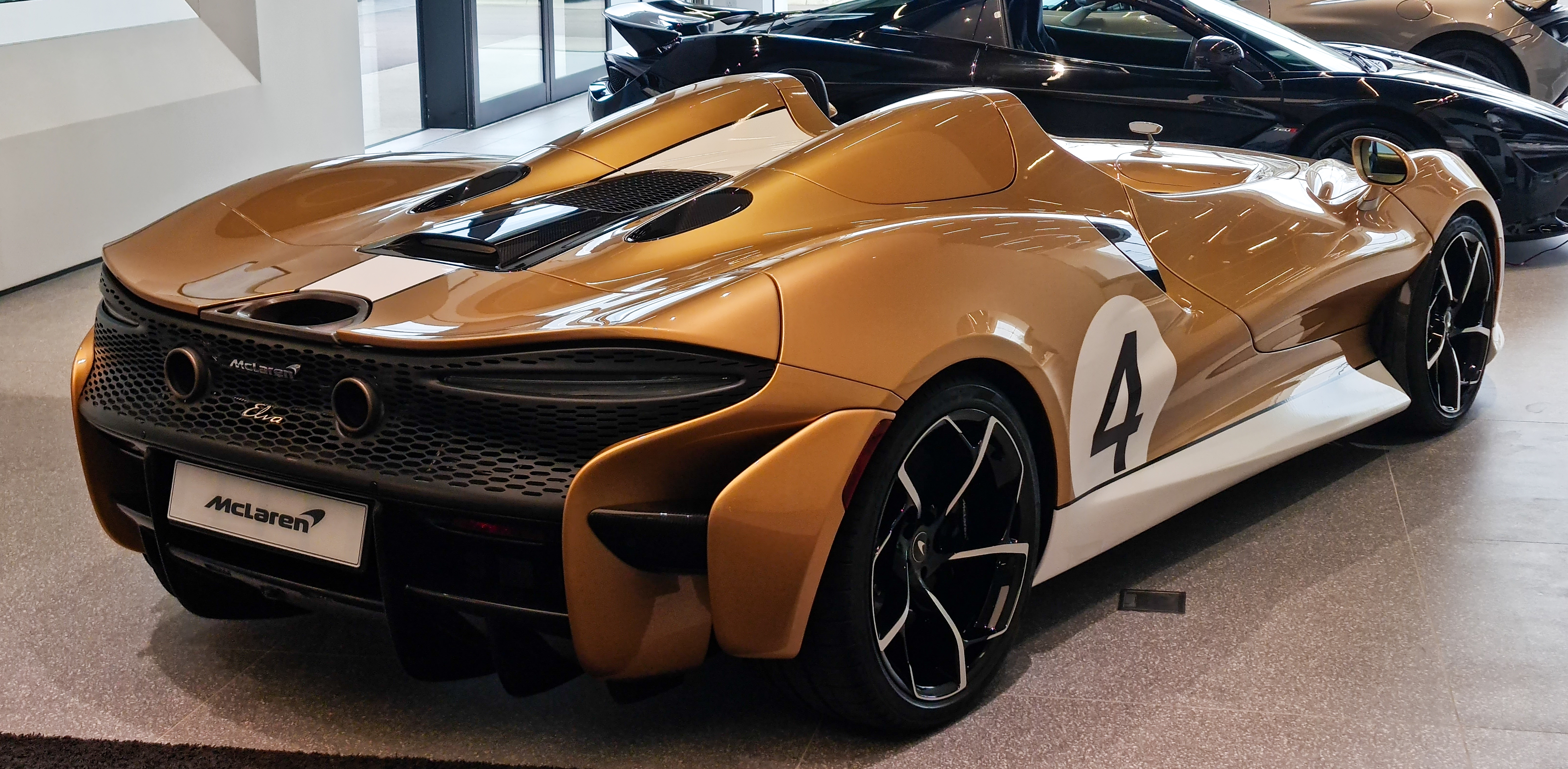
نمای عقب

اگرچه وزن خالص واقعی این خودرو هنوز اعلام نشده است، اما مدل الوا که نخستین خودروی اسپورت بدون سقف مک‌لارن با مجوز تردد در جاده‌ها است، طبق ادعای شرکت مک‌لارن، سبک‌ترین خودروی اسپورت تولیدشده توسط مک‌لارن خواهد بود. به‌منظور کاهش وزن خودرو، تمامی بخش‌های بدنهٔ آن، از جمله شاسی، درها و صندلی‌ها از فیبر کربن ساخته شده است. روتورهای ترمز که با مدل سنا مشترک هستند، دارای قطر بیشتر از ۳۹۰ میلیمتر (۱۵ اینچ) هستند. استفاده از کالیپرهای ترمز تیتانیومی در روتورهای ترمز سنا، باعث کاهش وزن این سامانه به میزان ۱ کیلوگرم (۲٫۲ پوند) شده است. یک تیغهٔ فیبر کربنی نیز در تمام طول کابین سرنشینان کشیده شده است که علاوه بر فراهم کردن جایی برای قرار دادن آرنج، تعدادی از کنترل‌ها نیز بر روی آن قرار داشته و فضای نشستن راننده را از سرنشین کناری جدا می‌کند.
برای محافظت از سرنشینان در برابر واژگونی، یک سامانهٔ محافظ واژگونی به‌طور استاندارد بر روی این خودرو نصب می‌شود. سیستم صوتی گزینشی الوا دارای بلندگوهای مقاوم در برابر نفوذ آب است که آن‌ها را در برابر شرایط جوی نامناسب محافظت می‌کند. صفحهٔ نمایش لمسی نصب‌شده به‌صورت جدا از داشبود ادوات کنترل بسیاری از قابلیت‌ها خودرو را در اختیار راننده قرار می‌دهد. اگرچه الوا فاقد هرگونه شیشهٔ جلو یا جانبی است، اما برای خودروهایی که با هدف عرضه در بازار ایالات متحده ساخته می‌شوند شیشهٔ جلو افزوده خواهد شد.
سامانهٔ مدیریت فعال هوای مک‌لارن (AAMS) جریان هوا را از دماغهٔ خودرو و با استفاده از یک جداکننده با زاویه‌ای ۱۳۰ درجه‌ای از بالای سر سرنشینان عبور می‌دهد. این سامانه در سرعت‌های بالاتر از ۴۰ کیلومتر بر ساعت (۲۵ مایل بر ساعت)، که جریان هوا و صدای تولید شده زیاد است، برای ایجاد یک فضای راحت برای سرنشینان فعال می‌شود. این سامانه را می‌توان در زمان رانندگی در پیست غیرفعال کرد تا هوای جریان یافته از میان دماغه به سمت موتور خودرو هدایت شود. مک‌لارن الوا از یک بالهٔ عقب فعال نیز بهره‌مند است که به‌عنوان یک ترمز هوایی نیز عمل می‌کند. کفهٔ زیرین خودرو که به‌صورت کاملاً تخت طراحی شده نیز به بهبود خصوصیات آیرودینامیکی آن کمک می‌کند.
پوشش جلوی خودرو بخش بزرگی از بستهٔ آیرودینامیکی آن را تشکیل می‌دهد. علاوه بر این که این پوشش بخش مهمی از سامانهٔ AAMS است، دارای دو ورودی هوا در جلوی هر در نیز هست که جریان هوا را به اینترکولرهای دوقلوی نصب‌شده در جلوی هر یک از چرخ‌های عقب خودرو هدایت می‌کند.
موتور ۴٫۰ لیتری وی۸ تویین-توربو که دارای توان خروجی ۸۰۴ اسب بخار (۶۰۰ کیلووات) و گشتاور تولیدی ۸۰۰ نیوتن متر (۵۹۰ پوند-فوت) است، قوی‌ترین نوع از موتور وی۸ مک‌لارن بوده و با مدل‌های سنا و اسپیدتیل مشترک است. این موتور به یک میل‌لنگ مسطح، قطعات رفت و برگشتی کم‌حجم و سامانهٔ روغنکاری خشک مجهز است. سیستم اگزوز از تیتانیوم و اینکونل ساخته شده است و خروجی‌های آن از نوع چهارتایی بوده و با استفاده از فناوری چاپ سه‌بعدی ساخته شده‌اند. الوا همچنین برای بهبود فرمان‌پذیری، از سیستم تعلیق تمام‌وقت و سیستم فرمان الکتروهیدرولیک برخوردار است. این خودرو توسط بخش عملیات ویژهٔ مک‌لارن (MSO) و با خصوصیات مورد نظر مشتری ساخته خواهد شد.

## عملکرد
الوا می‌تواند در کمتر از سه ثانیه سرعت خود را از ۰ به ۱۰۰ کیلومتر بر ساعت (۶۲ مایل بر ساعت) رسانده و شتاب ۰–۲۰۰ کیلومتر بر ساعت (۰–۱۲۴ مایل بر ساعت) را نیز در ۶٫۷ ثانیه طی کند.

## تولید
در ابتدا بنا بود که تنها ۳۹۹ دستگاه از این خودرو تولید شده و آغاز فرایند تحویل خودروها به مشتریان نیز برای اواخر سال ۲۰۲۰ برنامه‌ریزی شده‌بود. مایکل فلویت، مدیر عامل مک‌لارن در ۳ آوریل ۲۰۲۰ اعلام کرد که تعداد خودروهای تولیدی به ۲۴۹ دستگاه کاهش خواهد یافت. فلویت از بازخوردهای مشتریان که خواستار یک محصول انحصاری‌تر بوده‌اند، به‌عنوان یکی از دلایل مؤثر بر اتخاذ این تصمیم یاد کرد.